# 사운드블루
사운드블루(영어: Sound Blue)는 대한민국의 인디 아티스트이자 음악 프로듀서로, 독립 레이블인 사운드블루뮤직(SoundBlueMusic) 소속으로 활동한다. 주로 유튜브를 통해 자작 음악을 공유하며, 백그라운드 음악(BGM), 사운드트랙, 연주곡 등 다양한 장르의 음악을 작곡하고 제작한다. 또한 앰비언트 사운드 및 자연의 소리(Nature Ambience)를 직접 녹음하여 청취자에게 몰입감 있는 청각적 경험을 제공하는 것으로도 알려져 있다.

## 상세
사운드블루의 음악은 주로 "특정 장면을 떠올리게 하는 사운드트랙" 또는 가사가 없는 배경 음악(BGM)으로 분류된다. 멜로디가 돋보이는 그의 작품은 가사가 없어도 독립적인 감상 경험을 제공한다. 그는 악보를 읽지 않고 귀로 듣고 연주하는 방식으로 음악을 제작하며, 2025년 기준 약 9곡을 작곡하고 이 중 5곡을 정식 발매했다.

## 디스코그래피

### EP/미니앨범
| Blue Dwarf                              | Blue Dwarf                              |
| 2024.11.22 발매 / 발매사 : 리플레이뮤직 | 2024.11.22 발매 / 발매사 : 리플레이뮤직 |
| --------------------------------------- | --------------------------------------- |
| 01                                      | Blue Dwarf                              |
| 02                                      | Lofi                                    |
| 03                                      | Oh Meow                                 |
| 04                                      | Cloud                                   |

### 싱글
- 2025.04.03 Nestled